# Buljanka
Buljanka (ryska: Булянка) är ett vattendrag i Belarus. Det ligger i den västra delen av landet, 200 km sydväst om huvudstaden Minsk.
I omgivningarna runt Buljanka växer i huvudsak blandskog. Runt Buljanka är det ganska glesbefolkat, med 23 invånare per kvadratkilometer.